# William Tubman
William Vacanarat Shadrach Tubman (Harper, 29 november 1895 – Londen, 23 juli 1971) was van 1944 tot 1971 president van Liberia.
Tubman was afkomstig uit een Americo-Liberiaanse familie (afstammelingen van vrijgelaten zwarte slaven uit de VS) en studeerde rechten en was werkzaam als advocaat. Van 1923 tot 1931 en van 1934 tot 1937 was hij lid van de Senaat voor de True Whig Party (TWP). In 1937 werd Tubman tot president van het Hooggerechtshof van Monrovia benoemd.
In 1943 werd hij tot president van Liberia gekozen, in 1944 volgde zijn inauguratie.
Tubman verklaarde de oorlog aan de asmogendheden. Na de Tweede Wereldoorlog stelde hij zijn land open voor buitenlandse investeerders. Hij geloofde er sterk in dat de Liberianen zonder buitenlandse hulp niet de levensstandaard van Europeanen en Amerikanen konden verkrijgen.

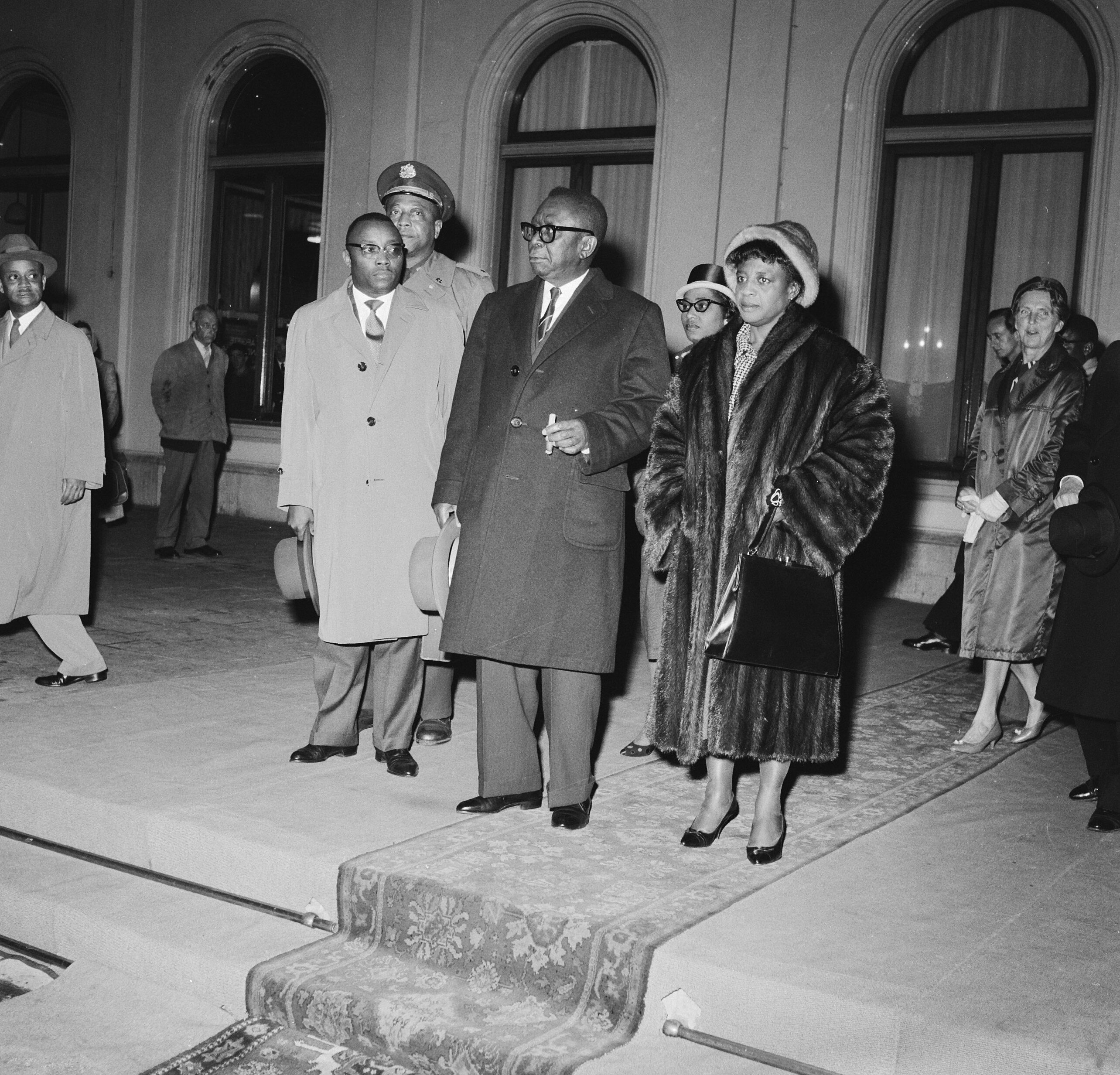
Tubman in Den Haag (1960)

Naast zijn aandacht voor de economische ontwikkeling van het land, hechtte hij veel waarde aan goede verstandhoudingen met de diverse inheemse stammen. Er werd stemrecht verleend aan alle Liberianen mits ze een huis of grond bezaten en belastingen betaalden. Toch weigerde hij de monopoliepositie van de Americo-Liberianen prijs te geven. Ook liet hij geen politieke oppositie toe en zijn True Whig Party was de enige toegelaten politieke partij.
William Tubman werd zevenmaal als president herkozen. In 1971 overleed hij op 75-jarige leeftijd, nog voor zijn zevende ambtstermijn als president inging. Hij werd opgevolgd door zijn vicepresident, William Richard Tolbert Jr.
Tubman was een bekend vrijmetselaar en lid van een loge onder een Prince Hall-obediëntie.
Een zoon van Tubman, de advocaat Winston Tubman, dong in 2011 naar het presidentschap van Liberia als uitdager van zittend president Ellen Johnson-Sirleaf.